# ヨセフ・スク (作曲家)

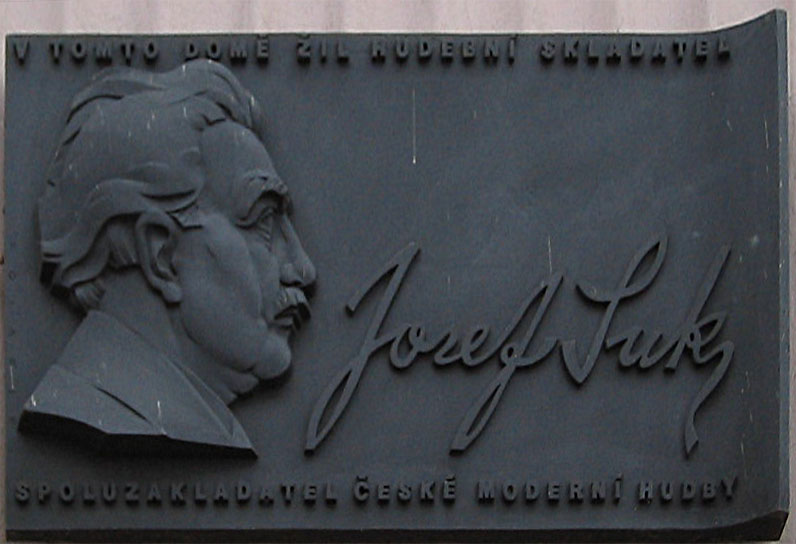
プラハにあるヨセフ・スクの記念碑

ヨセフ・スク（Josef Suk, 日本では一般的にヨゼフ・スーク　1874年1月4日 - 1935年5月29日) は、チェコの作曲家・ヴァイオリニスト。アントニン・ドヴォルザークの娘婿。同名の孫は世界的なヴァイオリニストの一人である。　

## 生涯
プラハの南30kmほどのクレチョヴィーチェ村に生まれる。1885年から1892年までプラハ音楽院でドヴォルザークに学ぶ（1898年にドヴォルザークの娘オティーリエと結婚）。同級生と共にボヘミア四重奏団（後に、チェコ四重奏団に改名）を結成し、第2ヴァイオリン奏者を勤めた。 1922年から母校プラハ音楽院で教鞭を執り、ボフスラフ・マルティヌーらを指導した。ベネショフにて逝去。

## 作風
スクの初期作品は、ドヴォルザークとブラームスの影響を示しているが、その半面、のちの作品では、拡張された和声と用いて、より個性的で複雑な様式を生み出している。成熟期の管弦楽曲は、マーラーやリヒャルト・シュトラウス、ドビュッシー等からの影響を示唆している。多くの同郷人とは異なり、チェコの民族音楽の要素を強調する傾向は少ない。第一次世界大戦に前後して、教育活動に忙殺されるようになると創作のペースが落ちたが、半音階的な書法が複雑になり、複調を導入したり、無調に近い部分もあるなど、全体としてむつかしい響きになっている。
近代オリンピックで「芸術競技」というものがあった時代、1932年のロサンゼルスオリンピックにて、「祖国新生に向けて（ソコル祭典行進曲）作品35c」で「音楽全般」部門の銀メダルを獲得している。

## 主要作品一覧
- ピアノ四重奏曲 イ短調 作品1
- ピアノ三重奏曲 ハ短調 作品2
- 弦楽セレナード 作品6（1892年）
- ピアノ曲《愛の歌》作品7-1（作品7は《ピアノ小曲集》）
- 劇付随音楽《ラドゥースとマフレナ》作品13（1898年）
- 交響曲 第1番 ホ長調 作品14
- 管弦楽組曲《おとぎ話》作品16（1900年）
- 管弦楽組曲《りんごの木の下で》作品20
- ピアノ曲集《春》作品22a
- ピアノ曲集《夏の印象》作品22a
- ピアノ三重奏のための《悲歌》 作品23（原曲はハープつき九重奏のための劇付随音楽）
- ヴァイオリンと管弦楽のための幻想曲 ト短調 作品24
- 幻想的スケルツォ 作品25
- 交響詩《プラハ》作品26
- アスラエル交響曲 作品27（1906年）
- ピアノ曲集「母について」作品28（1909年）
- 交響詩《夏物語》作品29（1909年）
- ピアノ曲集《命と夢》作品30（1909年）
- 弦楽四重奏曲 第2番 作品31
- ピアノ曲集《子守唄》作品33
- 交響詩《人生の実り》作品34（1917年）
- 愛国的三部作 作品35

1. コラール「聖ヴァーツラフ」の主題による瞑想曲 op.35a (1914年、弦楽四重奏版が8月に書かれ、9月に弦楽合奏版が作られた）
2. 大管弦楽のための伝説曲 op.35b (1919-20年)
3. 祖国新生に向けて（ソコル祭典行進曲） op.35c (1919-20年)　*チェコスロバキア共和国の成立と関連した作品である。

- 交響詩《エピローグ》作品37（1929年、合唱つき）